# 梁彌頜
梁彌頜，為南北朝時期宕昌國君主之一。
史籍中對彌頜之記錄頗為缺乏，根據《梁書》的記載，南梁於武帝天監元年（502年），即蕭衍甫篡南齊稱帝時，曾將原封安西將軍宕昌王的彌頜進號為鎮西將軍。